# Le Conquérant de l'Orient
Pour plus de détails, voir Fiche technique et Distribution.
Le Conquérant de l'Orient (Il conquistatore d'Oriente) est un péplum italien réalisé par Tanio Boccia et sorti en 1960. Il se déroule il y a plusieurs siècles au Proche-Orient et fait partie d'un groupe de films d'aventures inspirés des Mille et une nuits réalisés en Italie à cette époque. Il a été tourné aux studios Dino De Laurentiis Cinematografica à Rome.

## Synopsis
L'intrigue est centrée sur un humble pêcheur qui sauve une princesse des mains des dirigeants oppressifs du royaume, puis découvre qu'il est le véritable héritier du trône.

## Fiche technique
- Titre français : Le Conquérant de l'Orient[1]
- Titre original italien : Il conquistatore d'Oriente[2]
- Réalisation : Tanio Boccia
- Scénario : Tanio Boccia, Gianni Mauro, Mario Moroni
- Photographie : Luciano Trasatti, Vincenzo Seratrice
- Montage : Mario Sansoni
- Musique : Giovanni Fassino
- Décors : Piero Filippone
- Costumes : Adriana Berselli
- Maquillage : Duilio Giustini
- Production : Diego Alchimede, Nino Misiano, Giorgio Morra Giuliano Simonetti
- Société de production : Tabos Film, Produzioni Europee Associati (PEA)
- Pays de production :  Italie
- Langue originale : italien
- Format : couleurs par Ferraniacolor - 2,35:1 - Son mono - 35 mm
- Genre : péplum
- Durée : 102 minutes
- Dates de sortie : 
  - Italie : 21 octobre 1960
  - France : 13 janvier 1961

## Distribution
- Gianna Maria Canale : Dinazar / Zobeida
- Rik Battaglia : Nadir
- Irène Tunc : Fatima
- Edda Ferronao : servante n°1 de Fatima
- Attilio Torelli : chef de la tribu des robes rouges
- Riccardo Ferri : chef de la tribu des robes blanches
- Myriam Cordella : servante n°2 de Fatima
- Aldo Pini : chef des gardes de la prison
- Renato Montalbano
- Paul Müller : Sultan Dakar
- Tatiana Farnese : Katiscia
- Franco Balducci : Nureddin, compagnon de Nadir
- Giulio Donnini : Rato - le Chancelier
- Fosco Giachetti : Omar, le père de Nadir